# سجع
سجع در کلمه به معنای آواز قمری و آنچه به آن مانند باشد است.
نثر و شعری که در آن آرایه سجع به کار رود، مُسَجَّع یا آهنگین نامیده می‌شوند. در این گونه نثر، جمله‌های مشابه را قرینه می‌گویند و واژه‌های آخر قرینه‌ها در وزن یا حرف یا هر دو هم‌خوانی دارند.
نثر مسجع نثری است آهنگین و شعرگونه؛ هر چند فاقد وزن است، همانند شعر، از موسیقی قافیه و زیبایی‌های ترفندهای ادبی و ظرایف بلاغی بهره دارد. زبان در نثر مسجع معمولاً عاطفی است نه خبری؛ زیرا سجع با مضامین خبری صرف تناسبی ندارد.
نمونه‌ای از این‌گونه نثر از ابوالفتوح رازی: «سهل بن عبد اللّه گفت: تقوی آن باشد که بپرهیزی به دل از غَفَلات، و به نفس از شهوات و به حقّ از لذّات و به جوارح از سیّآت. آن وقت که این کرده باشی، امید باشد تو را به وصول دَرَجات و نجات از دَرَکات.»
سَجع یک‌سانی دو واژه در یک عبارت؛ از نظر واج یا واج‌های پایانی، وزن یا هر دوی آن‌هاست. آرایه سجع در کلامی دیده می‌شود که حداقل دو جمله باشد و بیشتر در نثر بکار می‌رود؛ زیرا سجع‌ها باید در پایان دو جمله بیایند و آهنگ دو جمله را به یک‌دیگر نزدیک سازند تا آرایه سجع نامیده شوند؛ از این جهت سجع مانند قافیه است که در پایان مصراع‌ها یا بیت‌های شعر آورده می‌شود. اگر سجع‌ها در یک جمله در کنار یک‌دیگر به کار برده شوند، «تضمین مزدوج» نامیده میشود

## سجع در شعر پارسی
سجعی که در شعر به کار رود، قافیه میانی یا قافیه درونی نامیده می‌شود، در قافیه میانی شاعر هر بیت را به چهار بخش تقسیم کرده و در پایان سه بخش از آن واژه‌هایی را آورده‌است که باهم سجع متوازی یا مطرف دارند؛ این روش رایج‌ترین کاربرد سجع در شعر است.
هر گاه هر مصراع به دو جمله بخش شده باشد، در هر مصراع، کلمه‌های جمله اول با قرینه خود در جمله دوم هم‌وزن باشند، و سجع متوازن ایجاد کنند، رویارویی سجع‌های متوازن، آرایه موازنه را پدیدمی‌آورد که می‌تواند موسیقی لفظی ایجاد کند. موازنه‌ای که تمام سجع‌های آن متوازی باشد، «ترصیع» نامیده می‌شود. این آرایه‌ها در شعر شاعرانی چون مسعود سعد، جمال‌الدین عبدالرزاق، سعدی، مولوی، حافظ و سنایی وجود دارد.

## سجع در ادبیات فارسی
در ادب پارسی، نثر مسجع با آثار خواجه عبدالله انصاری آغاز شد. در طبقات‌الصوفیه، نثر کتاب در برخی بخش‌ها، مسجع است. سجع‌های خواجه عبدالله را تقلیدی از ترانه‌های هشت‌هجایی و قافیه‌دار دوره ساسانی دانسته‌اند. در ادب فارسی، نثر مسجع با تصنیف کتاب گلستان سعدی به اوج خود رسید. پس از آن نثرهای مسجع به تقلید از سعدی ایجاد شدند. از آن جمله جامی در تصنیف بهارستان از سعدی تقلید کرد، با این تفاوت که سخن جامی متمایل به سادگی و روانی بود. قائم مقام فراهانی در منشأت، نامه‌ها و مکتوبات خود را گرد آورد و سبک جدیدی در نویسندگی نثر مسجع پدیدآورد. مقامات حمیدی و کتاب پریشان از دیگر آثار نثر مسجع فارسی است. مانند: محبت را غایت نیست ؛ از بهر آن که محبوب را نهایت نیست .

## انواع سجع از لحاظ واج
- سجع مطرف: هرگاه فقط حرف آخر دو جمله یکسان باشد، این نوع سجع را «سجع مطرف» گویند. مانند (دست، شکست) و (راز، نواز)
- سجع متوازن: تنها وزن آنها یکی است و حروف آنها یکی نیست. مانند (کام، کار) و (نهال، نهار) و (علیم ، وزیر)
- سجع متوازی: هر گاه کلمات هم‌وزنی آورده شوند که واج پایانی آن‌ها نیز یکی باشد؛ «سجع متوازی» وجود دارد. مانند (دست، شست) و (خامه، نامه)

ارزش موسیقایی سجع متوازی از همه بیشتر و ارزش موسیقایی سجع متوازن از همه کمتر است.